# Базилика Сакре-Кёр (Брюссель)
Базилика Сакре-Кёр (Брюссель) (фр. Basilique du Sacré-Coeur, нидерл. Nationale Basiliek van het Heilig Hart ) — католическая базилика в Брюсселе, Бельгия. Церковь, вдохновлённая Базиликой Сакре-Кёр в Париже, посвящена Святому Сердцу Иисуса. В 1905 году король Леопольд II заложил первый камень в ознаменование 75-летия Независимости Бельгии. Строительство дважды прерывалось в периоды мировых войн и было завершено в 1969 году. Базилика является шестой по площади римско-католической церковью в мире.
Церковь расположена в парке Елизаветы на вершине Кукельбергского холма в Брюсселе, в коммуне Кукельберг, из-за чего церковь популярна под именем «Базилика Кукельберг» (фр. Basilique de Koekelberg или нидерл. Basiliek van Koekelberg). Массивная церковь из кирпича и бетона с двумя башнями и зелёным медным куполом, возвышающимся на 89 метров над землёй, доминирует над северо-западным горизонтом Брюсселя.

## История
В середине XIX-го века король Леопольд I мечтал превратить Кукельбергский холм в королевскую резиденцию. После его смерти, в 1880 году, Леопольд II задумал построить бельгийский Пантеон, посвящённый великим бельгийцам в противовес французскому Пантеону в Париже, в память о 50-й годовщине Независимости Бельгии. Однако проект был заброшен из-за малой заинтересованности населения. В 1902 году Леопольд II посетил Базилику Сакре-Кёр в Париже и решил построить вместо Пантеона паломническую церковь, национальную святыню, посвящённую Святому Сердцу Иисуса.

### Нео-готическая базилика (1905—1914)
Изначальный проект Пьера Лангерока, архитектора из Лёвена, представлял собой роскошную неоготическую церковь, вдохновлённую «идеальным кафедральным собором» Эжена Эмманюэля Виолле-ле-Дюка. Король Леопольд II заложил первый камень 12 октября 1905 года в ходе празднования 75-летия Независимости Бельгии. Однако вскоре финансирование строительства стало осложняться. К началу Первой мировой войны был закончен только фундамент. В своем пасторальном письме в честь Рождества 1914 года кардинал Мерсье придал базилике новое значение:
Как только над нашей страной вновь засияет Мир, мы отстроимся на наших руинах и мы надеемся дать королевское прикосновение к этому реконструирующемуся строительству, на высотах столицы свободной католической Бельгии, Государственной Базилике Сакре-Кёр

### Базилика Ар-Деко (1919—1969)
29 июня 1919 года Король Альберт I присоединился к этому обещанию во время церемонии на Кукельбергском Холме. Однако было невозможно вернуться к проекту Лангерока в связи с большими финансовыми проблемами. Вместо него был принят проект архитектора Альберта Ван Хуффеля.
Кардинал Йозеф-Эрнест ван Рой освятил недостроенную церковь 14 октября 1935 года, после получения специального разрешения от Папы Пия XI. Купол был закончен в 1969 году, и 11 ноября 1970 кардинал Лео Сюненс объявил об окончании строительства базилики.
Окончательный проект архитектора Альберта Ван Хуффеля выиграл большой архитектурный приз на Всемирной выставке (1925) в Париже.

## Здание
Церковь является заметным объектом в ландшафте Брюсселя. Это самое большое здание в стиле Ар-деко в мире, имеющее высоту 89 метров и длину 164.5 метра. Платформа на куполе предоставляет превосходный панорамный вид Брюсселя и Фламандского Брабанта. Центральный неф имеет в длину 141 метр, а ширина церкви составляет до 107 метров. Купол имеет диаметр 33 метра. Церковь вмещает до 2000 человек.
Церковь совмещает бетон, усиленный терракотовыми слоями, кирпич и отдельные камни. Бельгийский художник Анто Карте создал восемь витражей, описывающих жизнь Иисуса.

## Интересные факты
Это огромное здание принимает католические праздники на обоих официальных языках Брюсселя (на нидерландском и французском), а также различные конференции (как например в 2007—2008 годах Международное ЭКСПО Леонардо да Винчи). В базилике находятся ресторан, католическая радиостанция, театр, два музея, а также она является местом тренировок спелеологов и альпинистов.